# Psittacula finschii
La cotorra de Finsch (Psittacula finschii) es una especie de ave psitaciforme de la familia Psittaculidae que vive en el sudeste asiático. Su nombre conmemora al naturalista y explorador alemán Otto Finsch. Su pariente más cercano es la cotorra del Himalaya con la que forma una superespecie.

## Descripción
La cotorra carirroja mide unos 38 cm de largo, de los cuales más de la mitad corresponden a su larga cola. Su plumaje es principalmente de color verde amarillento, más claro en el cuello y partes inferiores, salvo su cabeza y parte de su cola. Su cabeza es de color gris oscuro, y presenta la garganta y barbilla negras que se prolonga en una lista que rodea el cuello estrechándose hasta la nuca, y puede estar enmarcada por un cerco turquesa difuso en la parte superior del cuello. Su cola es azulada en las partes centrales superiores. Su pico tiene la mandíbula superior rojo anaranjada con la punta amarilla y la inferior amarilla. Las hembras tienen un aspecto similar a los machos, aunque con la cola más corta. Los inmaduros tienen la cabeza verde grisácea y su pico tiene la mandíbula rojiza de un tono mucho menos intenso con la punta amarilla.

## Distribución y hábitat
El área de distribución natural de la cotorra de Finsch se extiende por la mayor parte del sudeste asiático continental, desde el extremo oriental de la India y Bangladés hasta Indochina, ocupando Birmania, Laos, el norte de Tailandia, Camboya y Vietnam.